# Conduite supervisée
La conduite supervisée est une partie optionnelle et facultative de la formation du permis de conduire en France. Elle a été décidée par le CISR le 13 janvier 2010 et est applicable depuis le 1er avril 2010,.
Elle a été mise à jour le 27 novembre 2015 par la direction de l'information légale et administrative (premier ministre), en application de la loi Macron.

## Généralités
La conduite supervisée a été créée, dans le cadre de la réforme du permis de conduire lancée en 2009 par le CISR et les pouvoirs publics dans le but de rendre le permis plus court et plus accessible, moins cher et plus sûr, pour proposer une alternative plus souple à l'apprentissage anticipé de la conduite (AAC). C'est une période de conduite accompagnée où l'élève va pouvoir acquérir de l'expérience de conduite avec un accompagnateur, avant de passer ou repasser l'examen.

## Cible
La formation en conduite supervisée est une forme de conduite accompagnée réservée aux personnes âgées de plus de 18 ans. Elle s'applique à la catégorie B du permis de conduire. 
Elle peut se faire soit directement à l'issue de la formation initiale (obtention de l'épreuve théorique, le code, et 20 heures de cours de conduite en boîte manuelle et 13 heures en boîte automatique), soit après un échec à l'épreuve pratique de l'examen du permis de conduire. Elle implique le respect de règles de conduite particulières.

## Prérequis

### Conditions communes
La formation en conduite supervisée des véhicules de catégorie B est accessible à partir de l'âge de 18 ans. Il faut dans tous les cas :
- être inscrit  auprès d'un établissement d'enseignement de la conduite,
- avoir fait par le biais de cet établissement une demande de permis de conduire auprès de la préfecture,
- avoir suivi au préalable la formation initiale (c'est-à-dire avoir obtenu le code et suivi au minimum 20 heures de cours de conduite pour le permis B et 13 heures de conduite pour le permis boîte automatique). L'accompagnateur doit être titulaire depuis au moins 5 ans du permis de conduire de la catégorie B. Il ne doit pas avoir fait l'objet d'une annulation ou d'une invalidation du permis de conduire durant les 5 années précédentes.

### Après l'obtention du code
Le candidat peut choisir ce type de formation dès qu'il a obtenu le code.
Il doit, dans ce cas, avoir obtenu :
- un accord préalable sur l'extension de garantie nécessaire de la société d'assurance qui assure le ou les véhicules utilisés pendant l'apprentissage,
- et l'attestation de fin de formation (AFFI) prévue dans le livret d'apprentissage.

### Après un échec à l'épreuve pratique
Le candidat peut opter pour cette formation, après un échec à l'épreuve pratique de l'examen.
Il doit, dans ce cas, avoir obtenu :
- un accord préalable écrit de la société d'assurances auprès de laquelle a été souscrit le contrat pour le ou les véhicules utilisés pendant l'apprentissage sur l'extension de garantie nécessaire (cet accord précise le ou les noms des accompagnateurs autorisés par la société d'assurances à assurer cette fonction)
- et une autorisation de conduire en conduite supervisée délivrée par l'enseignant à l'issue d'un rendez-vous préalable de 2 heures comprenant une heure minimum de conduite et un bilan personnalisé.

## La période de conduite supervisée
- Un rendez-vous préalable est conseillé entre le moniteur, l'élève et l'accompagnateur.
- La période de conduite supervisée n'est soumise à aucune condition de distance ou de durée minimales[3].
- À la différence de l'AAC, la période de permis probatoire reste celle d'un permis B de filière classique soit 3 ans.

## Déroulement de la formation
Le véhicule utilisé doit être équipé d'un signe distinctif "conduite accompagnée" apposé à l'arrière.
Durant l'apprentissage, la vitesse est limitée.
| Type de voie                                               | Vitesse maximum |
| ---------------------------------------------------------- | --------------- |
| Sections d'autoroutes où la vitesse est limitée à 130 km/h | 110 km/h        |
| Autres sections d'autoroutes                               | 100 km/h        |
| Routes à 2 chaussées séparées par un terre-plein central   | 100 km/h        |
| Agglomérations                                             | 50 km/h         |
| Autres routes                                              | 80 km/h         |

## Examen pratique
À l'issue de cette formation, le candidat  peut passer, ou repasser, l'épreuve pratique de l'examen du permis de conduire.
Attention : en cas de succès, cette formule ne réduit pas la durée de la période probatoire du permis de conduire et les nouveaux titulaires disposent de 6 points sur leur permis et doivent attendre 3 ans sans infraction avant d'en obtenir 12.